# Печеньга (приток Ваги)
Печеньга — река в Верховажском районе Вологодской области и Вельском районе Архангельской области, правый приток Ваги. Длина — 34 км.

## Течение
Река берёт начало в Верховажском районе, в 12 километрах на юго-восток от села Верховажье. На всём протяжении река течет на север. Крупные притоки: река Россошка и река Клакуша. Ширина реки в нижнем течении составляет 8—10 метров, при глубине 0,6 метра. Впадает в Вагу близ деревни Низовье Муниципального образования «Низовское».

## Данные водного реестра
- Бассейновый округ — Двинско-Печорский
- Речной бассейн — Северная Двина
- Речной подбассейн — Северная Двина ниже места слияния Вычегды и Малой Северной Двины
- Водохозяйственный участок — Вага

## Топографическая карта
- Лист карты P-38-109,110 Верховажье. Масштаб: 1 : 100 000. Указать дату выпуска/состояния местности.